# 丰盛湾

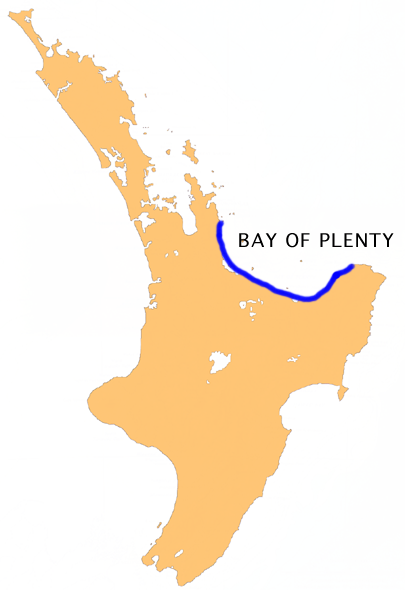
在新西蘭的位置

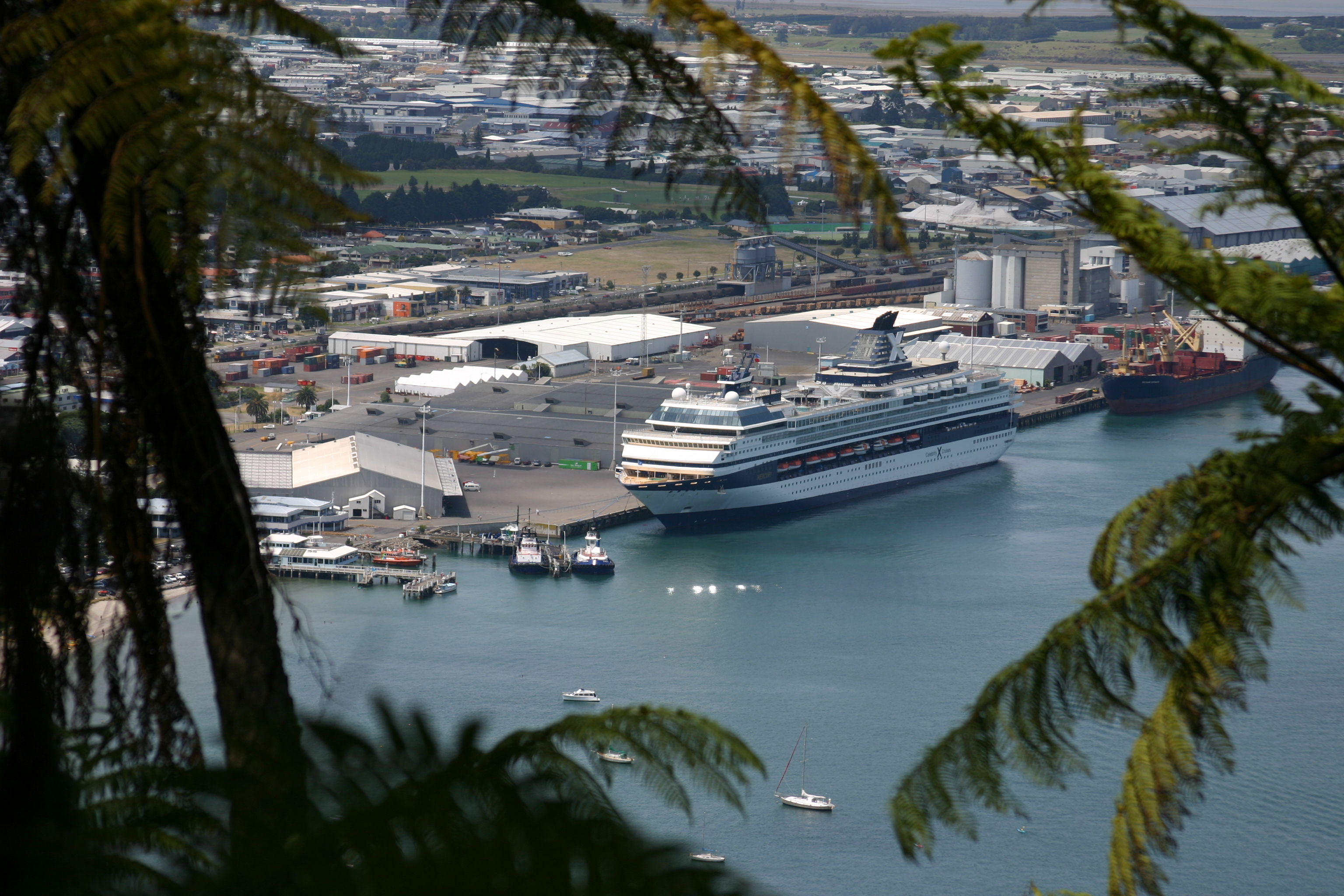
丰盛湾景色

丰盛湾，也称作普伦蒂湾（英文：Bay of Plenty），新西兰北岛海湾，普伦蒂湾大区即以此海湾命名。丰盛湾从科罗曼多半岛一直延伸至东部的Cape Runaway。丰盛湾由库克船长于1769年航行至此时命名，库克船长当时意识到了这个地区的食物供给充足，而且他访问的几个毛利部落中，景况比他命名的贫穷湾（Poverty Bay）中见到的大不一样。